# Staalmonarch
De staalmonarch (Myiagra ferrocyanea) is een zangvogel uit de familie Monarchidae (monarchen).

## Verspreiding en leefgebied
Deze soort is endemisch op de Salomonseilanden en telt vier ondersoorten:
- M. f. cinerea: Bougainville en Buka.
- M. f. ferrocyanea: Santa Isabel, Choiseul en Guadalcanal.
- M. f. feminina: New Georgia-eilanden.
- M. f. malaitae: Malaita.

## Status
De grootte van de populatie is niet gekwantificeerd maar de soort wordt omschreven als schaars op Bougainville en Buka en vrij algemeen op de andere eilanden. Op de Rode lijst van de IUCN heeft deze soort de status niet bedreigd.